# راسل بیکر
راسل بیکر (انگلیسی: Russell Baker؛ زادهٔ ۱۴ اوت ۱۹۲۵ - درگذشته ۲۱ ژانویهٔ ۲۰۱۹) نویسنده، روزنامه‌نگار و مجری اهل ایالات متحده آمریکا بود که به‌واسطهٔ تفسیرهای طنزآمیز و همچنین خودانتقادی‌های هدف‌دار و حساب‌شده‌اش شهرت دارد. راسل بابت نگارش خودزندگی‌نامهاش که در سال ۱۹۸۲ منتشر شد، برندهٔ جایزه پولیتزر شد.
او از سال ۱۹۶۲ تا ۱۹۹۸ یکی از ستون‌نویسان نیویورک تایمز و از سال ۱۹۹۲ تا ۲۰۰۴ میلادی در شبکهٔ پی‌بی‌اس، مجری مجموعهٔ مسترپیس بود.